# 裴鐵俠
裴鐵俠（1884年—1950年），原名玉鷥，字雪琴，又名裴綱，留日時改名鐵俠，四川成都人，蜀派古琴演奏家。畢業於日本法政大學，留日期間曾為同盟會成員。返國後任職北洋政府，中年後以教琴為業。在土改時期自殺身亡。著有《沙堰琴編》、《琴餘》。

## 生平
裴鐵俠出生於1884年（光緒十年）的四川省成都府，其父裴良從為清末舉人，有三子一女，裴鐵俠居第三。
1904年赴日本成城學校留學，和吳玉章為室友，期間加入同盟會。1907年因父喪休學回國，1908年再度赴日就讀日本法政大學法律系，1912年畢業。返國後曾任四川司法司司長、下川南道觀察使、四川內務司長、東川道道尹，常與吳虞往來。1915年至北京任內務部顧問，後有感於軍閥混戰，退職返回成都，以授琴為業。居北京期間古琴師承程馥（晚清琴家張瑞山之弟子），並曾向王心葵、楊時百請益，因而查阜西稱其「風格駁雜」。
1935年四川軍閥劉湘出任四川省主席，裴鐵俠與其為舊識，因而被任為第七區（瀘縣）督察專員，但裴與當地士紳不合，未滿一年即辭職返回成都，隱居於西門郊外沙堰編寫《琴編》及《琴餘》，並將住宅命名為「沙堰山莊」，門口掛有「本館教授七弦雅樂」之招牌。院內有楠樹二棵，故名「雙楠堂」，而裴鐵俠及夫人沈氏藏有唐代雷氏家族所斫的兩張古琴（即雷琴），因而又稱「雙雷齋」。
裴鐵俠愛琴如癡，曾收藏唐琴「古龍吟」、宋琴「龍嗷」在內的各代古琴二十多床，其中雷琴一大一小，以「大雷」、「小雷」名之，「大雷」為雷威所斫，成都琴人葉介福舊藏，「小雷」龍池內有雷霄題字。能彈〈高山流水〉、〈春山聽杜鵑〉、〈平沙落雁〉、〈瀟湘水雲〉、〈陽春〉等曲。
1936年「成都市正俗今古樂劇改進研究社」成立，裴鐵俠與方鶴齋、劉豫波、袁朗如、丁少齋、王岫生等名流獲聘為名譽社長。
1937年和喻紹澤、喻紹唐、白體乾、呂公亮、徐孝琴、王星垣、梁儒齋等琴家組成「律和琴社」，同年琴家查阜西和胡瑩堂二人造訪，並留下琴社唯一一張照片。
1945年英國漢學家勞倫斯·畢鏗造訪，欲聘裴鐵俠為英國皇家音樂學院教授，但裴鐵俠婉拒。勞倫斯·畢鏗另寫下《唐代音樂和樂器》記錄雙雷琴。1948年《琴編》及《琴餘》成集後，裴鐵俠特將書寄至英國。
1947年另成立「秀明琴社」。晚年篤信佛教，少與人往來。
土改後家道中落，夫妻二人於1950年6月的一天同毀雙雷琴後自殺，僅留下琴的金徽作為喪葬費用。為紀念裴鐵俠夫婦，四川大學文學院教授曾緘著有〈雙雷引〉一文。

## 著作
- 《沙堰琴編》，收錄琴曲13首，1946年自刻影印出版[6]
- 《琴餘》，琴論，分為琴律、琴韻、琴腔、琴品、琴辨等部份